# Campeonato Europeu de Patinação Artística no Gelo de 1934

Zofia Bilor - Tadeusz Kowalski.
O Campeonato Europeu de Patinação Artística no Gelo de 1934 foi a trigésima terceira edição do Campeonato Europeu de Patinação Artística no Gelo, um evento anual de patinação artística no gelo organizado pela União Internacional de Patinação (em inglês:  International Skating Union) onde os patinadores artísticos competem pelo título de campeão europeu. Nesta edição a competição individual masculina foi disputada na cidade de Seefeld, Áustria; e as competições individual feminina e de duplas foram disputadas na cidade de Praga, Tchecoslováquia.
Nesta edição, foi aberta uma exceção, sendo permitida a participação de patinadores dos Estados Unidos pelo título europeu.

## Eventos
- Individual masculino
- Individual feminino
- Duplas

## Medalhistas
| Evento                        | Ouro                                     | Prata                            | Bronze                                       |
| Individual masculino detalhes | Karl Schäfer · Áustria                   | Dénes Pataky · Hungria           | Elemér Terták · Hungria                      |
| Individual feminino detalhes  | Sonja Henie · Noruega                    | Liselotte Landbeck · Áustria     | Maribel Vinson · Estados Unidos              |
| Duplas detalhes               | Emília Rotter · László Szollás · Hungria | Idi Papez · Karl Zwack · Áustria | Zofia Bilorówna · Tadeusz Kowalski · Polónia |

## Resultados

### Individual masculino
| Pos.              | Nome              | Nacionalidade   |
| ----------------- | ----------------- | --------------- |
| Medalha de ouro   | Karl Schäfer      | Áustria         |
| Medalha de prata  | Dénes Pataky      | Hungria         |
| Medalha de bronze | Elemér Terták     | Hungria         |
| 4                 | Leopold Linhart   | Áustria         |
| 5                 | Erich Erdös       | Áustria         |
| 6                 | Jack Dunn         | Reino Unido     |
| 7                 | Felix Kaspar      | Áustria         |
| 8                 | Ferenc Kertesz    | Hungria         |
| 9                 | Vladimir Koudelka | Tchecoslováquia |
| 10                | Erwin Keller      | Suíça           |
| 11                | Jean Henrion      | França          |
| 12                | Josef Bernhauser  | Áustria         |
| 13                | Rudolf Zettelmann | Áustria         |

### Individual feminino
| Pos.              | Nome                   | Nacionalidade   |
| ----------------- | ---------------------- | --------------- |
| Medalha de ouro   | Sonja Henie            | Noruega         |
| Medalha de prata  | Liselotte Landbeck     | Áustria         |
| Medalha de bronze | Maribel Vinson         | Estados Unidos  |
| 4                 | Megan Taylor           | Reino Unido     |
| 5                 | Grete Lainer           | Áustria         |
| 6                 | Nanna Egedius          | Noruega         |
| 7                 | Yvonne de Ligne-Geurts | Bélgica         |
| 8                 | Esther Bornstein       | Dinamarca       |
| 9                 | Mollie Phillips        | Reino Unido     |
| 10                | Fritzi Metzner         | Tchecoslováquia |

### Duplas
| Pos.              | Nome                                  | Nacionalidade   |
| ----------------- | ------------------------------------- | --------------- |
| Medalha de ouro   | Emília Rotter / László Szollás        | Hungria         |
| Medalha de prata  | Idi Papez / Karl Zwack                | Áustria         |
| Medalha de bronze | Zofia Bilorówna / Tadeusz Kowalski    | Polônia         |
| 4                 | Lucy Gallo / Resző Dillinger          | Hungria         |
| 5                 | Herta Baumgartner / Rolf Stillebacher | Áustria         |
| 6                 | Traute Jager / Fritz Lesk             | Tchecoslováquia |
| 7                 | Irma Tymcic / Alfred Eisenbeisser     | Romênia         |
| 8                 | Netty Eisenbeiss / Karl Friedel       | Tchecoslováquia |
| 9                 | Hildegarde Schwarz / Eduards Goschel  | União Soviética |
| 10                | Libusa Vesela / Vojtech Vesely        | Tchecoslováquia |

## Quadro de medalhas
| Ordem | País           | Medalha de ouro | Medalha de prata | Medalha de bronze |   | Ordem por total |
| ----- | -------------- | --------------- | ---------------- | ----------------- | - | --------------- |
| 1     | Áustria        | 1               | 2                |                   | 3 | 1               |
| 2     | Hungria        | 1               | 1                | 1                 | 3 | 1               |
| 3     | Noruega        | 1               |                  |                   | 1 | 3               |
| 4     | Estados Unidos |                 |                  | 1                 | 1 | 3               |
| 4     | Polónia        |                 |                  | 1                 | 1 | 3               |
| TOTAL | TOTAL          | 3               | 3                | 3                 | 9 | —               |